# دانيال انجلبرخت
دانيال انجلبرخت (بالألمانية: Daniel Engelbrecht)‏ هو لاعب كرة قدم ألماني في مركز الهجوم، ولد في 5 نوفمبر 1990 في كولونيا في ألمانيا. لعب مع ألمانيا آخن وشتوتغارت كيكرز ونادي بوخوم.

## وصلات خارجية
- دانيال انجلبرخت على موقع قاعدة بيانات كرة القدم.إي يو (الإنجليزية)
- دانيال انجلبرخت على موقع بيانات كرة القدم. دي إي (الألمانية)
- دانيال انجلبرخت على موقع Soccerway.com (الإنجليزية)
- دانيال انجلبرخت على موقع عالم كرة القدم.نت (الإنجليزية)